# Trachypogon vestitus
Trachypogon vestitus là một loài thực vật có hoa trong họ Hòa thảo. Loài này được Andersson miêu tả khoa học đầu tiên năm 1857.